# りんくう大通り
りんくう大通り（りんくうおおどおり）とは、大阪府のりんくうタウンを縦貫する道路の愛称である。

## 概要
大阪府道63号泉佐野岩出線の一部にあたる。片側二車線の道路。
大阪府道29号大阪臨海線と一体となって、国道26号と平行し、大阪市と泉南地域を結ぶ道路である。ただ、通称名としての「りんくう大通り」がどこからどこまでを指すのかは、はっきりしていない。

## 沿線情報

### 泉佐野市
- りんくうゲートタワービル
- りんくうタウン駅
- りんくうプレジャータウンSEACLE
- ヤマダデンキ
- ニトリ
- スポーツDEPO
- りんくうプレミアムアウトレット
- りんくう公園

### 泉南市
- りんくう南浜公園
- イオンモールりんくう泉南
- りんくう南浜海水浴場（樽井サザンビーチ）